# Округ Пикенс (Јужна Каролина)
Округ Пикенс (енгл. Pickens County) је округ у америчкој савезној држави Јужна Каролина. По попису из 2010. године број становника је 119.224.

## Демографија
Према попису становништва из 2010. у округу је живело 119.224 становника, што је 8.467 (7,6%) становника више него 2000. године.
| Група             | 2000.          | 2010.           |
| Белци             | 98.961 (89,3%) | 103.958 (87,2%) |
| Афроамериканци    | 7.559 (6,8%)   | 7.854 (6,6%)    |
| Азијати           | 1.312 (1,2%)   | 1.913 (1,6%)    |
| Хиспаноамериканци | 1.879 (1,7%)   | 3.743 (3,1%)    |
| Укупно            | 110.757        | 119.224         |